# 吴康寿
吴康寿，浙江石门（今浙江桐乡）人，清朝政治人物。
吴康寿曾于1878年接替梁蒲贵任宝山县知县一职，1879年由王树棻接任。